# 魔鬼聖徒
《替天行道》（英語：Frailty，又譯「上帝之手」）是2001年的一部心理恐怖電影，由比尔·帕克斯顿執導，並由他本人和馬修·麥康納領銜主演。

## 劇情
自稱為Fenton Meiks的男子(馬修·麥康納飾)雨夜進入美國聯邦調查局位於德州達拉斯的辦公室。他對Doyle探員（Powers Boothe飾）自白其胞弟Adam(Levi Kreis飾)就是連續殺人犯「上帝之手殺手」"God's Hand Killer" 。冷面探員在黑夜中押著男子調查證據，同時聽取他的故事。這對兄弟的驚悚童年、他們與父親（比爾·派斯頓飾）的奇特關係、以及父親聲稱他們是由上帝挑選出來的惡魔獵人。
Fenton述說在七零年代晚期時某晚，父親進入他們房間，聲稱自己受到上帝感召，被指派去摧毀「惡魔」，而將有一位天使前來告訴他惡魔們的名字為何。不久之後他也找到一些有利這項任務的工具：一雙能藉由碰觸惡魔來看清其罪行的手套、一支用來敲暈惡魔的鐵管、以及一柄用以梟首惡魔的大斧。之後，父親便帶同兩兄弟依名單斬妖除魔。將他們肢解後再埋入後院玫瑰花園中。Fenton說父親自稱碰觸惡魔時可看見惡魔身上的罪，且受到驚嚇，根本是瘋了。但弟弟因年紀幼小，深信上帝與父親的作為。
心理上無法承受的Fenton終於向地方上的警長自首。把整件事當笑話看的警長跟著他隨意探看，卻遭父親持斧頭劈死。傷心的父親將Fenton關入地窖中以期兒子受上帝感召。Fenton被監禁一週後終於承認自己見到異象，願意執行上帝旨意。父親又帶著他去獵殺惡魔，Fenton被要求持斧梟首惡魔，卻反而一斧劈向自己父親。父親傷重不治後，Adam接手除掉了惡魔。兩兄弟聲稱父親不知所踪，其後被分開收養。
到達玫瑰園後，Doyle探員聽出故事中的破綻，要求Fenton解釋。Fenton承認自己其實是Adam，而分隔兩地的哥哥Fenton真的是殺人魔，所以身為惡魔獵人的他已將之除去。Doyle欲逮捕Adam，卻反遭揭穿自己逆倫的虧心事，被當成惡魔斬殺後埋入坑中。
FBI接手調查自家探員命案，依到訪紀錄查出「Fenton」可疑，但監視錄影帶卻出了問題，看不清自稱投案的「Fenton」長相。搜索其屋後不見其人，只見到他的殺人名單和Doyle的染血證件，Fenton被當成逃犯追捕。FBI探員造訪當地警局，因為警長Adam是在逃嫌犯的唯一親人。他答應FBI留意兄長行踪，但心下明白，上帝的意旨已獲得貫徹。

## 內容
- 德語名稱：Dämonisch
- 意大利語名稱：Nessuno è al sicuro

## 外部連結
- 互联网电影数据库（IMDb）上《Frailty》的资料（英文）